# Накамура, Ая
Ая Накамура (фр. Aya Nakamura, имя при рождении — Ая Даниоко; 10 мая 1995, Бамако, Мали) — французская певица малийского происхождения. Наиболее известна благодаря песне «Djadja», которая по состоянию на январь 2023 года имеет более 900 миллионов просмотров на YouTube.

## Биография

### Ранние годы
Ая Даниоко родилась 10 мая 1995 года в Бамако, в семье гриотов, касты африканских певцов и сказочников. Была старшей из пяти детей. В раннем возрасте вместе с семьёй переехала во Францию, где поселилась в Оне-су-Буа, пригороде Парижа.
Свой псевдоним Накамура Ая взяла в честь персонажа телесериала «Герои» Хиро Накамура.

### 2014-17: дебют и первый успех
В 2014 году, в возрасте 19 лет, выпустила свой первый сингл «Karma» на Facebook. При помощи продюсера Seysey сочинила песню в стиле зук «J’ai mal». Песня собрала более миллиона просмотров на YouTube. Продюсером и агентом Накамуры стал её старый друг Дембо Камара.
В 2015 году при участии композитора Кристофера Генда выпустила песню «Brisé», видеоклип на которую собрал 13 миллионов просмотров. В том же году выпустила песню «Love d’un Voyou» совместно с рэпером Fababy.
В январе 2016 года певица подписала контракт с «Rec. 118», лейблом, относящемся к Warner music France.
25 августа 2017 года вышел её дебютный альбом Journal intime, во главе с её первым платиновым хитом Comportement.

### 2018: «Накамура»
6 апреля 2018 года Накамура выпустила первую песню из своего второго альбома — «Djadja», которая две недели являлась синглом №1 во Франции, а позже получила бриллиантовую сертификацию. 
Песня быстро стала международным хитом. Накамура стала первой французской певицей, возглавившей нидерландский чарт со времён Эдит Пиаф, а сама песня «Djadja» — первой песней на французском языке с 2009 года (последней была «Alors on danse» бельгийского певца Stromae). Также «Djadja» оказалась в чартах многих других стран Европы: Германии, Швеции, Португалии, Испании, Турции, Болгарии, Греции и других.
Следующий сингл — «Copines», выпущенный в августе 2018 года, к ноябрю поднялся на первое место во французских чартах и также получил бриллиантовую сертификцию.
2 ноября 2018 года был выпущен второй альбом — «Nakamura», сразу 7 треков из которого одновременно вошли в топ-10 французских синглов.
В апреле 2019 года вышел её клип на песню Pookie, которая стала самым просматриваемым французским видео в 2019 году, а песня стала третьей для певицы, получившей бриллиантовую сертификацию.

## Дискография

### Альбомы
| Название       | Детали | Высшая позиция в чартах | Высшая позиция в чартах | Высшая позиция в чартах | Высшая позиция в чартах | Высшая позиция в чартах | Высшая позиция в чартах | Продажи                                 | Сертификации                             |
| Название       | Детали | FRA                     | BEL (FL)                | BEL (WA)                | NLD                     | SPA (str)               | SWI                     | Продажи                                 | Сертификации                             |
| -------------- | --- | ----------------------- | ----------------------- | ----------------------- | ----------------------- | ----------------------- | ----------------------- | --------------------------------------- | ---------------------------------------- |
| Journal intime | - Выпущен: 25 августа 2017 - Лейбл: Rec. 118, Warner Music France - Формат: CD, цифровая загрузка, стриминг      | 6                       | 143                     | 34                      | —                       | —                       | —                       |                                         | - SNEP: золотой                          |
| Nakamura       | - Выпущен: 2 ноября 2018 - Лейбл: Rec. 118, Warner Music France - Формат: CD, винил, цифровая загрузка, стриминг | 3                       | 29                      | 8                       | 10                      | 92                      | 20                      | - Франция: 419,020 - Нидерланды: 20,000 | - SNEP: 2 × платиновый - BEA: платиновый |

### Синглы

#### В качестве ведущего исполнителя
| Название                                                         | Год  | Высшая позиция в чартах | Высшая позиция в чартах | Высшая позиция в чартах | Высшая позиция в чартах | Высшая позиция в чартах | Высшая позиция в чартах | Высшая позиция в чартах | Высшая позиция в чартах | Высшая позиция в чартах                                                                                                 | Высшая позиция в чартах | Продажи                                         | Сертификации | Альбом             |
| Название                                                         | Год  | FRA                     | BEL (FL)                | BEL (WA)                | GER                     | ITA                     | NLD                     | POR                     | SPA                     | SWE | SWI                     | Продажи                                         | Сертификации | Альбом             |
| ---------------------------------------------------------------- | ---- | ----------------------- | ----------------------- | ----------------------- | ----------------------- | ----------------------- | ----------------------- | ----------------------- | ----------------------- | --- | ----------------------- | ----------------------------------------------- | --- | ------------------ |
| "Super héros" (при участии Gradur)                               | 2016 | 34                      | —                       | —                       | —                       | —                       | —                       | —                       | —                       | — | —                       |                                                 | | Journal intime     |
| "Comportement"                                                   | 2016 | 23                      | —                       | 40                      | —                       | —                       | —                       | —                       | —                       | — | —                       |                                                 | - SNEP: платиновый | Journal intime     |
| "Oumou Sangaré"                                                  | 2016 | 65                      | —                       | —                       | —                       | —                       | —                       | —                       | —                       | — | —                       |                                                 | | Journal intime     |
| "Djadja" (соло, при участии Loredana или при участии Maluma)     | 2018 | 1                       | 16                      | 16                      | 43                      | 94                      | 1                       | 37                      | 11                      | 72 | 32                      | - Франция: 24,900 (sales) - Нидерланды: 120,000 | - SNEP: бриллиантовый - BEA: 3 × платиновый - BVMI: золотой - IFPI AUS : золотой - IFPI SWI: золотой - MC: золотой - NVPI: 2 × платиновый - PROMUSICAE: 2 × платиновый | Nakamura           |
| "Copines"                                                        | 2018 | 1                       | 74                      | 7                       | —                       | —                       | 46                      | —                       | —                       | — | 60                      |                                                 | - SNEP: бриллиантовый - BEA: золотой | Nakamura           |
| "Pookie" (соло, при участии Lil Pump или при участии Capo Plaza) | 2019 | 5                       | 18                      | 9                       | —                       | 2                       | —                       | —                       | —                       | —"Pookie" (Remix) did not enter the Swedish Singellista Chart, but peaked at number 14 on the Swedish Heatseeker Chart. | 55                      |                                                 | - SNEP: бриллиантовый - BEA: 2 × платиновый - FIMI: 2 × платиновый | Nakamura           |
| «Soldat»                                                         | 2019 | 6                       | —                       | —                       | —                       | —                       | —                       | —                       | —                       | — | —                       |                                                 | - SNEP: золотой | Nakamura           |
| «Jolie Nana»                                                     | 2020 | Будет объявлено позже   | Будет объявлено позже   | Будет объявлено позже   | Будет объявлено позже   | Будет объявлено позже   | Будет объявлено позже   | Будет объявлено позже   | Будет объявлено позже   | Будет объявлено позже                                                                                                   | Будет объявлено позже   | Будет объявлено позже                           | Будет объявлено позже | Внеальбомный сингл |

#### В качестве приглашённого исполнителя
| Название                                                    | Год  | Высшая позиция в чартах | Высшая позиция в чартах | Сертификации    |
| Название                                                    | Год  | FRA                     | BEL (WA)                | Сертификации    |
| ----------------------------------------------------------- | ---- | ----------------------- | ----------------------- | --------------- |
| «Love d’un voyou» (Fababy при участии Aya Nakamura)         | 2015 | 9                       | 37* (Ultratip)          |                 |
| «Sorry» (Abou Debeing при участии Aya Nakamura)             | 2016 | 188                     | —                       |                 |
| «Bad Boy» (Fally Ipupa при участии Aya Nakamura)            | 2017 | 68                      | —                       | - SNEP: золотой |
| «Moi je vérifie» (Naza при участии Dadju и Aya Nakamura)    | 2017 | 171                     | —                       |                 |
| «Pourquoi tu forces» (DJ Erise при участии Aya Nakamura)    | 2018 | 177                     | —                       |                 |
| «Comme ci comme ça» (Tour 2 Garde при участии Aya Nakamura) | 2018 | —                       | —                       |                 |

*Did not appear in the official Belgian Ultratop 50 charts, but rather in the bubbling under Ultratip charts.

### Другие песни в чартах
| Название                          | Год  | Высшая позиция в чартах | Высшая позиция в чартах | Высшая позиция в чартах | Сертификации       | Альбом                    |
| Название                          | Год  | FRA                     | BEL (WA)                | SWI                     | Сертификации       | Альбом                    |
| --------------------------------- | ---- | ----------------------- | ----------------------- | ----------------------- | ------------------ | ------------------------- |
| «Oublier»                         | 2016 | 96                      | —                       | —                       |                    | Journal intime            |
| «Fuego» (при участии Dadju)       | 2017 | 85                      | —                       | —                       |                    | Journal intime            |
| «J’ai mal (Part 2)»               | 2017 | 109                     | —                       | —                       |                    | Journal intime            |
| «Problèmes» (при участии MHD)     | 2017 | 118                     | —                       | —                       |                    | Journal intime            |
| «Jalousie» (при участии Lartiste) | 2017 | 121                     | —                       | —                       |                    | Journal intime            |
| «Karma»                           | 2017 | 146                     | —                       | —                       |                    | Journal intime            |
| «Orphelin» (при участии KeBlack)  | 2017 | 151                     | —                       | —                       |                    | Journal intime            |
| «La dot»                          | 2018 | 3                       | 32                      | 71                      | - SNEP: платиновый | Nakamura                  |
| «Sucette» (при участии Niska)     | 2018 | 4                       | —                       | —                       | - SNEP: платиновый | Nakamura                  |
| «Oula»                            | 2018 | 5                       | —                       | —                       | - SNEP: золотой    | Nakamura                  |
| «Pompom»                          | 2018 | 8                       | —                       | —                       | - SNEP: золотой    | Nakamura                  |
| «Ça fait mal»                     | 2018 | 13                      | —                       | —                       |                    | Nakamura                  |
| «Whine Up»                        | 2018 | 15                      | —                       | —                       |                    | Nakamura                  |
| «Gangster»                        | 2018 | 18                      | —                       | —                       |                    | Nakamura                  |
| «Faya»                            | 2018 | 21                      | —                       | —                       |                    | Nakamura                  |
| «Gang» (при участии Davido)       | 2018 | 35                      | —                       | —                       |                    | Nakamura                  |
| «Dans ma bulle»                   | 2018 | 40                      | —                       | —                       |                    | Nakamura                  |
| «40%»                             | 2019 | 4                       | 30                      | —                       | - SNEP: золотой    | Nakamura (deluxe edition) |
| «Claqué»                          | 2019 | 45                      | —                       | —                       |                    | Nakamura (deluxe edition) |
| «Idiot»                           | 2019 | 65                      | —                       | —                       |                    | Nakamura (deluxe edition) |

## Награды и номинации
| Год  | Номинируемая работа | Категория                                                | Результат |
| ---- | ------------------- | -------------------------------------------------------- | --------- |
| 2018 | Aya Nakamura        | W9 D’OR — Female Artist most listened                    | Победа    |
| 2019 | Aya Nakamura        | Music Moves Europe Talent Awards — Publlic Choice Awards | Победа    |
| 2019 | Aya Nakamura        | BET Awards 2019 — Best International Act:France          | Номинация |
| 2019 | Aya Nakamura        | AFRIMA 2019 — Best Female West Africa                    | Победа    |
| 2019 | Aya Nakamura        | AFRIMA 2019 — Crossing Boundaries with Music Award       | Номинация |
| 2019 | Aya Nakamura        | AFRIMA 2019 — Artist of The Year                         | Номинация |
| 2019 | Aya Nakamura        | AFRIMA 2019 — Best Collaboration                         | Номинация |
| 2019 | «Sucette» ft Niska  | AFRIMA 2019 — Best Collaboration                         | Номинация |
| 2019 | «Pookie»            | AFRIMA 2019 — Song of The Year                           | Номинация |
| 2019 | Aya Nakamura        | AFRIMA 2019 — Best Francophone                           | Номинация |